# Vännäs distrikt
Vännäs distrikt är ett distrikt i Vännäs kommun och Västerbottens län. Distriktet ligger omkring Vännäs i södra Västerbotten.

## Tidigare administrativ tillhörighet
Distriktet inrättades 2016 och utgörs av hela Vännäs kommun, där en del av området fram till 1971 utgjorde Vännäs köping, och resten utgörs av Vännäs socken varur köpingen utbrutits.
Området motsvarar den omfattning Vännäs församling hade 1999/2000.

## Tätorter och småorter
I Vännäs distrikt finns två tätorter och åtta småorter.

### Tätorter
- Vännäs
- Vännäsby

### Småorter
- Pengfors
- Strand
- Strand syd
- Tväråbäck
- Vännfors
- Västra Spöland
- Ytterbyn
- Östra Spöland